# Исаково (Башкортостан)
Исаково (Исакова) — упразднённая деревня Русско-Юрмашевского сельсовета в Уфимском районе Башкирской АССР РСФСР СССР.
Ныне западная часть деревни Бурцево Уфимского района Республики Башкортостан Российской Федерации.

## Название
Ойконим — по фамилии Исаковых.
Известна также под названиями Степановка, Каловка, Журавлёвка.

## География
Расположена к юго-востоку от Уфы, рядом с рекой Юрмаш и автомагистралью М5.

## История
Основана на землях дворян Исаковых (позднее перешли во владение Каловских, Матиас). В 1906 зафиксированы бакалейная лавка, хлебозапасный магазин. В 1925 году в составе Петровской волости Уфимского кантона БАССР.
В 1950-е гг. вошла в состав с. Бурцево.

## Население
В 1870 в 17 дворах проживало 80 человек.
В 1906 насчитывалось 140 человек, в 1920—142, в 1939—157.

## Инфраструктура
Личное подсобное хозяйство с зоной сельскохозяйственного использования, индивидуальная застройка усадебного типа. В 1925 году имелось 32 хозяйства.

## Транспорт
В деревне две улицы: Трактовая и Фермерская.